# Maucourt (Oise)
Maucourt és un municipi francès, situat al departament de l'Oise i a la regió dels Alts de França. L'any 2007 tenia 248 habitants.

## Demografia

### Població
El 2007 la població de fet de Maucourt era de 248 persones. Hi havia 72 famílies de les quals 4 eren unipersonals (4 homes vivint sols), 23 parelles sense fills, 41 parelles amb fills i 4 famílies monoparentals amb fills.
La població ha evolucionat segons el següent gràfic:
Habitants censats

### Habitatges
El 2007 hi havia 87 habitatges, 76 eren l'habitatge principal de la família, 4 eren segones residències i 7 estaven desocupats. Tots els 85 habitatges eren cases. Dels 76 habitatges principals, 54 estaven ocupats pels seus propietaris i 22 estaven llogats i ocupats pels llogaters; 1 tenia una cambra, 3 en tenien dues, 6 en tenien tres, 21 en tenien quatre i 46 en tenien cinc o més. 73 habitatges disposaven pel capbaix d'una plaça de pàrquing. A 30 habitatges hi havia un automòbil i a 43 n'hi havia dos o més.

### Piràmide de població
La piràmide de població per edats i sexe el 2009 era:
| Homes | Edats   | Dones |
| ----- | ------- | ----- |
| 0     | 95 o +  | 0     |
| 0     | 90 a 94 | 4     |
| 0     | 85 a 89 | 0     |
| 0     | 80 a 84 | 0     |
| 4     | 75 a 79 | 0     |
| 0     | 70 a 74 | 8     |
| 4     | 65 a 69 | 0     |
| 0     | 60 a 64 | 4     |
| 0     | 55 a 59 | 0     |
| 8     | 50 a 54 | 0     |
| 0     | 45 a 49 | 4     |
| 4     | 40 a 44 | 8     |
| 8     | 35 a 39 | 4     |
| 8     | 30 a 34 | 8     |
| 4     | 25 a 29 | 4     |
| 0     | 20 a 24 | 4     |
| 4     | 15 a 19 | 0     |
| 16    | 10 a 14 | 0     |
| 12    | 5 a 9   | 4     |
| 0     | 0 a 4   | 4     |

## Economia
El 2007 la població en edat de treballar era de 159 persones, 120 eren actives i 39 eren inactives. De les 120 persones actives 102 estaven ocupades (60 homes i 42 dones) i 17 estaven aturades (8 homes i 9 dones). De les 39 persones inactives 9 estaven jubilades, 13 estaven estudiant i 17 estaven classificades com a «altres inactius».

### Ingressos
El 2009 a Maucourt hi havia 81 unitats fiscals que integraven 243,5 persones, la mediana anual d'ingressos fiscals per persona era de 16.368 €.

### Activitats econòmiques
L'únic establiment que hi havia el 2007 era d'una empresa de construcció.

## Poblacions més properes
El següent diagrama mostra les poblacions més properes.